# Kateheza
Katehéza pomeni verouk - to je pouk o krščanski veri. Učitelj, ki poučuje verouk, se imenuje katehét. Obe besedi izvirata iz grškega glagola starogrško κατέχειν [katehein] = poučevati.
Besedi »kateheza« in »katehet« uporablja večina krščanskih Cerkva že od začetkov krščanstva. Kateheza je v prvih stoletjih pomenila pripravo na sprejem zakramentov, zlasti krsta. Daljše obdobje priprave (odraslega) na krst se imenuje katehumenat. Pozneje je prišel bolj v navado krst majhnih otrok, zato kateheza pred krstom ni bila več običajna.
V današnjem času je v Rimskokatoliški Cerkvi kateheza zlasti priprava na prvo obhajilo in na birmo, v Evangeličanski Cerkvi pa priprava na konfirmacijo.
Izraz kateheza se v ožjem pomenu uporablja za posamično veroučno uro ali tematiko - npr.: kateheza o grehu, kateheza o Božji milosti, ipd.
Daljši seznam verskih resnic se v RKC imenuje katekizem.

## Katehet
Katehet je oseba, ki poučuje katehezo oz. »verouk«. V tujini je to poklic, v Sloveniji pa v RKC delo katehetov opravljajo prostovoljci, ker država Slovenija s Svetim sedežem razen osnovnega Sporazuma med Republiko Slovenijo in Svetim sedežem o pravnih vprašanjih  nima sklenjenega in ratificiranega konkordata, ki bi uredil to področje.